# Benedictus (chi bọ cánh cứng)
Benedictus là một chi bọ cánh cứng trong họ Chrysomelidae.
Chi này được Scherer miêu tả khoa học năm 1969.

## Các loài
Các loài trong chi này gồm:
- Benedictus antennalis Medvedev, 1984
- Benedictus flavicalli Scherer, 1989
- Benedictus gerhardi Medvedev, 1984
- Benedictus leoi Scherer, 1989
- Benedictus medvedevi Doberl, 1991
- Benedictus minutus Medvedev, 1984